# كمال جحمون
كمال جحمون (1961الجزائر) هو لاعب كرة قدم جزائري.